# Wemersoniella duartei
Wemersoniella duartei is een Scaphopodasoort uit de familie van de Wemersoniellidae. De wetenschappelijke naam van de soort is voor het eerst geldig gepubliceerd in 1986 door Scarabino.